# James H. Graham

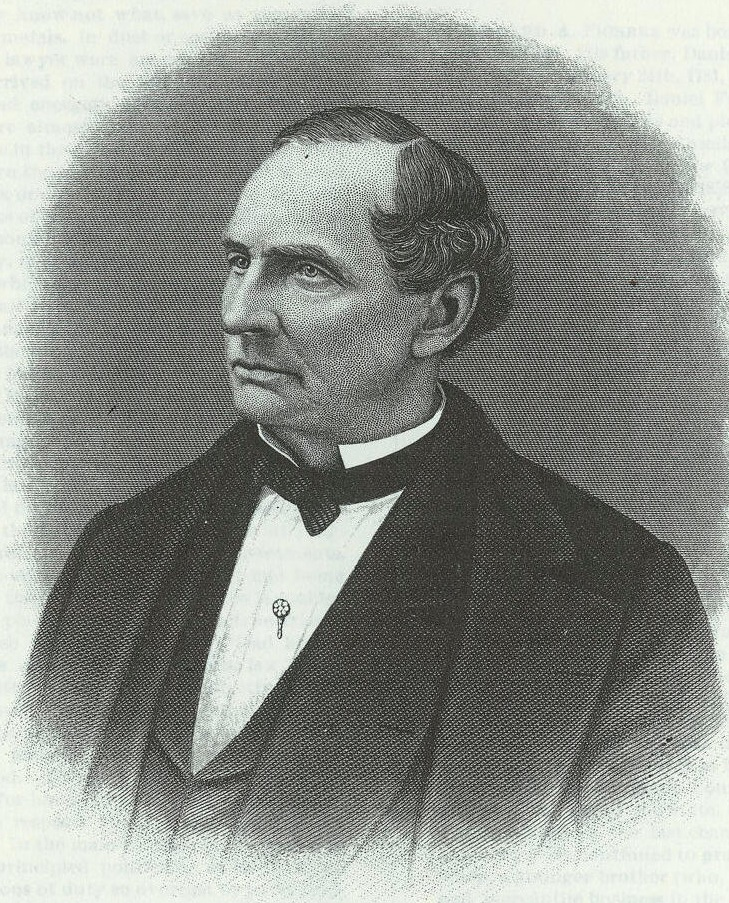
James H. Graham

James Harper Graham (* 18. September 1812 in Bovina, New York; † 23. Juni 1881 in Delhi, New York) war ein US-amerikanischer Politiker. Zwischen 1859 und 1861 vertrat er den Bundesstaat New York im US-Repräsentantenhaus.

## Werdegang
James Harper Graham wurde während des Britisch-Amerikanischen Krieges in Bovina im Delaware County geboren. Er besuchte öffentliche Schulen. Dann war er Supervisor in der Town von Delhi. Er hatte den Vorsitz im Board of Supervisors von Delaware County. Dann ging er landwirtschaftlichen Tätigkeiten nach. Politisch gehörte er der Republikanischen Partei an.
Bei den Kongresswahlen des Jahres 1858 für den 36. Kongress wurde Graham im 19. Wahlbezirk von New York in das US-Repräsentantenhaus in Washington, D.C. gewählt, wo er am 4. März 1859 die Nachfolge von Oliver A. Morse antrat. Da er auf eine erneute Kandidatur im Jahr 1860 verzichtete, schied er nach dem 3. März 1861 aus dem Kongress aus.
Er saß 1871 in der New York State Assembly und in den Jahren 1872 und 1873 im Senat von New York. Darüber hinaus ging er landwirtschaftlichen und kaufmännischen Geschäften nach. Am 23. Juni 1881 starb er in Delhi und wurde auf dem Woodland Cemetery beigesetzt.